# Колесниченко, Вячеслав Петрович
Вячесла́в Петро́вич Колесниче́нко (род. 1 февраля 1990, Волгоград, СССР) — российский легкоатлет, специализирующийся в беге на 200 метров. 3-кратный чемпион России. Мастер спорта России международного класса.

## Биография
Тренируется в Волгограде под руководством Юрия Исааковича Мурованного.
Высокие результаты стал показывать ещё с юношеского возраста. Несколько раз выиграл первенства России среди юношей, а затем и среди юниоров в беге на 200 метров. В 2009 году в возрасте 19 лет стал серебряным призёром чемпионата России в помещении, пробежав дистанцию за 21,29. В том же сезоне установил рекорд России среди юниоров — 21,22 на первенстве страны в Волгограде. При этом месяцем ранее он показал результат быстрее, 21,10, но он не был ратифицирован из-за отсутствия допинг-контроля. В летнем сезоне 2009 года отобрался на чемпионат Европы среди юниоров в сербском Нови-Саде, где сумел выйти в финал на 200 м и занять 6-е место с результатом 21,27.
В 2010 году стал вторым на зимнем чемпионате страны, впервые в карьере «разменяв» 21 секунду — 20,98. Летом он уже выиграл национальный титул и поехал на чемпионат Европы в Барселону. В полуфинале континентального первенства установил личный рекорд (20,88), но этого не хватило, чтобы пробиться в главный забег.
В последующие годы неоднократно оказывался на пьедестале всероссийских соревнований. Становился победителем первенств страны среди молодёжи (2010—2012). Выигрывал чемпионат страны в помещении в беге на 200 метров в 2014-м и 2015-м годах. Ещё четыре раза становился призёром национального первенства: одно серебро и три бронзы.
В составе сборной России занял 4-е место в эстафете 4×100 метров на чемпионате Европы 2012 года в Хельсинки — 38,67.

## Основные результаты
| Год  | Турнир                         | Место проведения     | Дисциплина       | Место      | Результат        |
| ---- | ------------------------------ | -------------------- | ---------------- | ---------- | ---------------- |
| 2009 | Чемпионат России в помещении   | Москва, Россия       | 200 м            | 2-е        | 21,29            |
| 2009 | Чемпионат Европы среди юниоров | Нови-Сад, Сербия     | 200 м            | 6-е        | 21,27            |
| 2010 | Чемпионат России в помещении   | Москва, Россия       | 200 м            | 2-е        | 20,98            |
| 2010 | Командный чемпионат России     | Сочи, Россия         | 200 м            | 2-е        | 21,43            |
| 2010 | Чемпионат России               | Саранск, Россия      | 200 м            | 1-е        | 20,62 (+3,7 м/с) |
| 2010 | Чемпионат Европы               | Барселона, Испания   | 200 м            | 14-е (1/2) | 20,88            |
| 2010 | Чемпионат Европы               | Барселона, Испания   | эстафета 4×100 м | — (заб.)   | DQ               |
| 2011 | Чемпионат России в помещении   | Москва, Россия       | 200 м            | 6-е        | 21,87            |
| 2011 | Командный чемпионат России     | Сочи, Россия         | 200 м            | 1-е        | 21,20            |
| 2011 | Кубок России                   | Ерино, Россия        | 100 м            | 2-е        | 10,26 (+4,3 м/с) |
| 2011 | Кубок России                   | Ерино, Россия        | 200 м            | 3-е        | 20,83 (+4,3 м/с) |
| 2011 | Чемпионат России               | Чебоксары, Россия    | 200 м            | 7-е        | 21,49            |
| 2012 | Чемпионат Европы               | Хельсинки, Финляндия | эстафета 4×100 м | 4-е        | 38,67            |
| 2012 | Чемпионат России               | Чебоксары, Россия    | 200 м            | 4-е        | 20,97            |
| 2013 | Чемпионат России в помещении   | Москва, Россия       | 200 м            | 2-е        | 21,39            |
| 2013 | Командный чемпионат России     | Сочи, Россия         | 200 м            | 3-е        | 21,49            |
| 2013 | Чемпионат России               | Москва, Россия       | 200 м            | 3-е        | 21,10            |
| 2014 | Чемпионат России в помещении   | Москва, Россия       | 200 м            | 1-е        | 21,23            |
| 2014 | Чемпионат России               | Казань, Россия       | 200 м            | 3-е        | 21,45            |
| 2014 | Чемпионат России               | Казань, Россия       | эстафета 4×100 м | 3-е        | 40,19            |
| 2015 | Чемпионат России в помещении   | Москва, Россия       | 200 м            | 1-е        | 21,28            |